# Interpellation
Interpellation er et begreb udviklet af den marxistiske filosof Louis Althusser, der beskriver hvordan (stats-) ideologi indlejres i subjekterne gennem såkaldte Ideologiske Statsapparater, såsom skolesystemet og politiet. Althusser foreslår, at idet subjektet genkender at en anråbelse er henvendt ham, så interpelleres han med den ideologi som råbet er udtryk for. Det klassiske eksempel er politimanden der anråber dig på gaden: "Hej, du der uden lygter, kør ind til siden!" hvilket du genkender er henvendt til dig og dermed interpelleres med den ideologi (som er ideologisk i og med at den ifølge Althusser udtrykker den dominerende klasses ideologi gennem statsapparatet) at ordensmagten har autoritet til at give dig en bøde, og altså at du skal overholde landets love.
Begrebet er blevet anvendt af flere internationale kulturforskere og filosoffer, deriblandt Slavoj Žižek som indskriver begrebet i sine psykoanalyser, sociolog og aktørnetværksteoretiker John Law og kønsteoretikeren Judith Butler.
Herhjemme er begrebet blevet anvendt af etnologen Thomas Højrup, som en del af hans Stats- og Livsformanalyse. Her beskriver begrebet relationen mellem subjektet (individet) og statssubjektet som anskues som en del af staternes kamp for at aftvinge hinanden anerkendelse af deres evne til at forsvare sig selv. Ved at interpellere subjekterne som specifikke livsformer, skaber statssubjektet den bedst mulige forsvarsevne. Omvendt er Statssubjektets interpellationsformer afhængig af livsformerne, som dels internt i staten kæmper for deres eksistens, og dels må komplimentere hinanden for at mobilisere den bedst mulige forsvarsevne i anerkendelseskampen.
I lægmandstermer beskriver begrebet bevægelsen af værdier, traditioner, kultur og verdenssyn med mere fra at være 'uden for' en person, til at være indlejret i personens tænke- og handlemåde. 
Interpellationen (forespørgslen) i Storeheddinge 1887 gav Gustav Wied anledning til hans første litterære værk: om kulturminister Scavenius' besøg hos prostituerede. 